# Jasminka Mijatović
Jasminka Mijatović (Tuzla, 1969.), hrvatska političarka i visoka dužnosnica iz Bosne i Hercegovine. Obnašala dužnost ministrice za pravosuđe i upravu u Vladi Županije Soli i dopredsjednica Županijskog odbora HDZ BiH Soli Zajednice žena Kraljica Katarina Kosača. Ministrica pravosuđa Županije Soli od 27. veljače 2007., a na prijedlog mandatara županijske Vlade Enesa Mujića. Vijećnica u Općinskom vijeću Tuzle.